# Hágelmayer Veronika
Hágelmayer Veronika magyar modell, manöken.

## Élete
Édesapja  Hagelmayer István egyetemi tanár, az Állami Számvevőszék elnöke, édesanyja Gritz Ida, Hágelmayer Istvánné az ELTE Állam- és Jogtudományi Karának docense, nővére Hágai Katalin, az Operaház szólótáncosa.
Gyermekkorától ritmikus sportgimnasztikázott. Az ELTE Apáczai Csere János Gyakorló Gimnáziumában érettségizett, majd a Testnevelési Egyetemen tanári és úszó-RSG edzői szakdiplomát szerzett.
Tanulmányai mellett elvégezte az Állami Artistaképző Intézet fotómodell és manöken tanfolyamát. Ezt követően folyamatosan kapott felkéréseket fotózásokra, divatbemutatókra, reklámfilmekre.

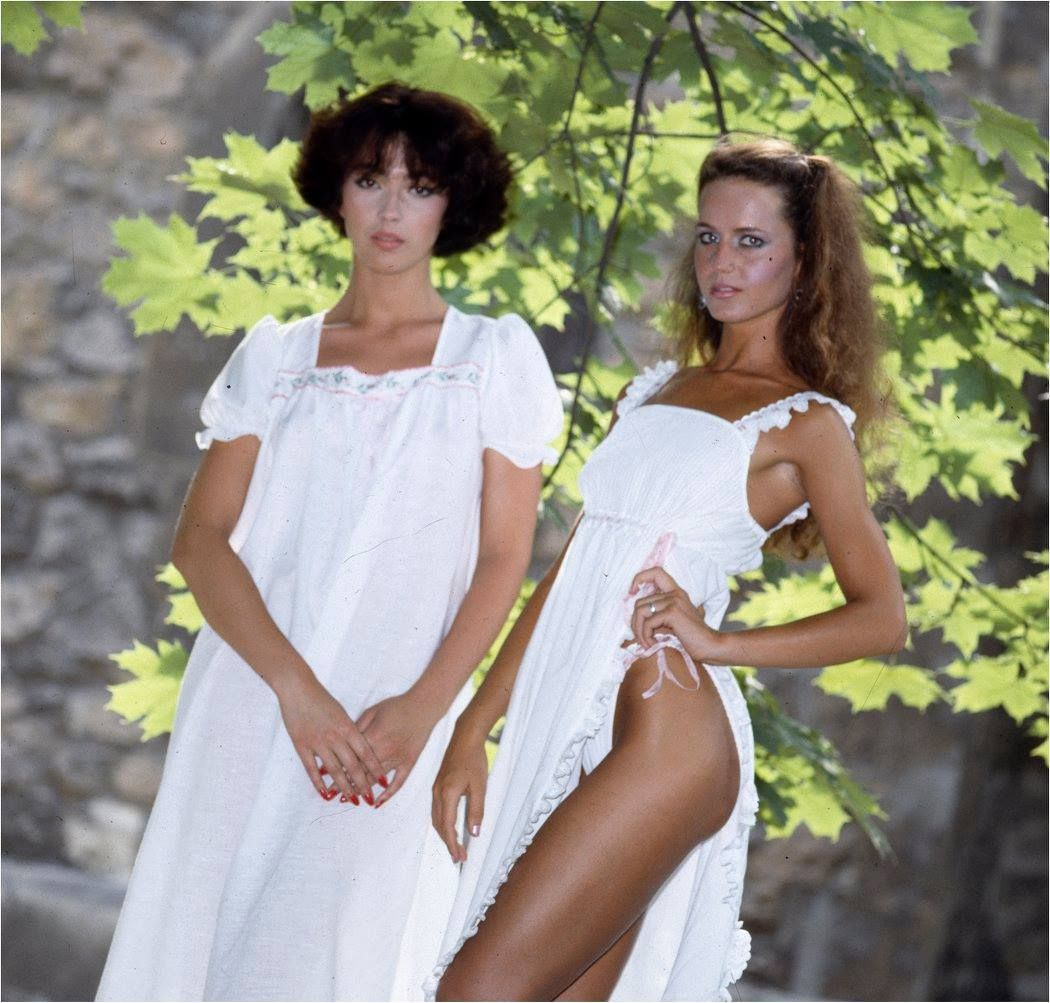
Tóth Rita és Hágelmayer Veronika (Tulok András fotója)

Fotói naptárakban, reklámkiadványokban, valamint a  magazinok címlapjain jelentek meg: Ez a Divat, Füles, Fürge Ujjak.
A Fabulon babaápolási cikkek és a Méta Sportruházat reklámfilmek szereplője is volt.            
Jelenleg is sportol, teniszezik, lovagol, wakeboardozik, búvárkodik, kerékpározik, és a téli szezonban síel, emellett aktív szervezője a család és a baráti kör sportéletének.
Házastársa Rusznák Iván zenész, akitől 3 gyermeke született: Ádám,  Dániel, és Richárd. Ádám érkezését követően vett búcsút a szakmától.

## Fotósai voltak
Többek közt: Bacsó Béla, Bakos István, Ékes János, Fábry Péter István, Fenyő János, Módos Gábor, Rákoskerti László, Zétényi János, Tóth József Füles és Tulok András fotóművészek.

## Fontosabb bemutatói
- Hungarotex
- Magyar Divat Intézet
- OKISZ Labor
- Skála-Coop – Magyarország, illetve Ciprus
- Ausztria – Ostermann